# Большой шлем (рассказ)
«Большой шлем» — рассказ Леонида Андреева, впервые опубликованный в газете «Курьер» (1899, 14 декабря, № 345) с подзаголовком «Идиллия».
Рассказ посвящен давней теме русской литературы — «разоблачению мещанского строя души».

## Герои
- Николай Дмитриевич Масленников;
- Яков Иванович;
- Евпраксия Васильевна;
- Прокопий Васильевич.

## Сюжет
Четверо героев любят играть в карты: «<…> играли они лето и зиму, весну и осень». «Карты давно уже потеряли в их глазах значение бездушной материи, и каждая масть, а в масти каждая карта в отдельности, была строго индивидуальна и жила своей обособленной жизнью». Николай Дмитриевич Масленников, которому не везло в картах, в один момент стал мечтать о том, как он сыграет большой шлем. 26 ноября к нему пришла удача — стали попадать «хорошие» карты. В одну из игр мечта Масленникова чуть было не сбылась: большой шлем почти был у него в руках (не хватало только пикового туза). Вскорости, после того, как он понял это, с ним случился паралич сердца и он умер: «И вот Николай Дмитриевич умер — умер, когда мог наконец сыграть большой шлем». Яков Иванович, горько сожалея о смерти Масленникова, говорил: «Но ведь никогда он не узнает, что в прикупе был туз и что на руках у него был верный большой шлем. Никогда!». «Коллеги» Николая Дмитриевича по игре горевали, и их беспокоило, где они теперь возьмут четвёртого игрока.

## Критика
Андреев записал в дневнике 25 декабря 1899 года: «В мое отсутствие вышел мой рассказ „Большой шлем“, действительно хороший рассказ <…> И похвалы крайние, и почёт, и заря славы…».
«Лучший ваш рассказ — „Большой шлем“…», — писал М. Горький автору в апреле 1900 года. Жена редактора «Нижегородского листка» А. Д. Гриневицкая вспоминала, что, прочитав «Большой шлем», М. Горький сказал: «Нарождается талант… Рассказ написан очень хорошо. Особенно одна деталь выявляет способности автора: ему нужно было сопоставить жизнь и смерть — Андреев сделал это очень тонко, одним штрихом». В романе М. Горького «Жизнь Клима Самгина» Самгин, находящийся у следователя Гудим-Чарнецкого, вспоминает: «Однажды Гудим и его партнеры играли непрерывно двадцать семь часов, а на двадцать восьмом один из них, сыграв „большой шлем“, от радости помер, чем и предоставил Леониду Андрееву возможность написать хороший рассказ».
«Большой шлем» одобрил Л. Н. Толстой, поставив автору после прочтения его на полях книги «Рассказов» Андреева отметку «4».
«Уже первым этим рассказом, — отмечал В. В. Воровский, — автор с недоумением остановился перед загадкой жизни: что ты и, главное, к чему ты? И почти в каждом своем рассказе заглядывал он в тот или иной уголок жизни человеческого общества и всюду видел нелепость и бессмыслицу, зло и насилие».
В. Г. Короленко, отметив, что в ранних рассказах Андреева «чувствуется легкое веяние мистики», писал: «…припомните хотя бы превосходный и проникнутый глубоким юмором рассказ „Большой шлем“, в котором, однако, в случайной игре карточных комбинаций как бы чувствуется чья-то таинственная сознательность, насмешливая и злая».